# Ostaggio per il demonio
Ostaggio per il demonio (The Demon Murder Case), anche noto sotto il titolo The Rhode Island Murders, è un film per la televisione del 1983, diretto da William Hale.
Oggetto di numerose attenzioni mediatiche già da tempo prima della sua messa in onda televisiva, Ostaggio per il demonio si rivelò un successo anche grazie all'interpretazione di un giovane Kevin Bacon nel ruolo dell'assassino indemoniato, la cui voce fu doppiata per le scene di possessione da Harvey Fierstein, al suo debutto nella televisione.
La sceneggiatura di William Hale si ispira a dei fatti realmente accaduti: nel 1981 si svolse il primo processo nella storia giudiziaria degli Stati Uniti d'America verso un omicida, Arne Johnson, la cui difesa ne contestava l'attribuzione valida del reato in quanto sotto possessione demoniaca (vera o presunta) al momento dell'uccisione; il caso passò alle cronache come il Demon Murder Trial (let. "processo all'assassino indemoniato").
Era prevista la realizzazione di un film per il grande schermo basato sulla vicenda, ma a causa di conflitti interni agli studi di produzione, il progetto fu bloccato, favorendo l'uscita del film televisivo.
Il film fu trasmesso nelle reti nazionali americane per la prima volta il 6 marzo 1983 da e sul canale NBC, uscendo in Italia direttamente per il mercato casalingo sotto il titolo Ostaggio per il demonio.

## Trama
Dopo che Kenny Miller commette un omicidio sotto una possessione demoniaca, la famiglia Fields contatta il demonologo Guy Harris spaventata da alcuni comportamenti strani che sta avendo il più giovane della famiglia: Brian Frazier, poco più che un bambino ancora nella fascia della piena infanzia, la cui sorella era proprio fidanzata con Kenny. A investigare sulle due possessioni, per evitare che anche nel caso di Charlie la storia finisca con un brutale omicidio, vengono chiamati anche la chiaroveggente Joan Greenway e il prete esorcista padre Dietrich.

## Produzione
Le riprese in esterni sono state effettuate a Newport (Rhode Island).

## Accoglienza
In accordo con la scheda del database in rete All Movie Guide sul film, gli viene assegnato un punteggio di 2,5 su 5.